# プロ野球トップ&リレー中継
プロ野球トップ&リレー中継（プロやきゅうトップアンドリレーちゅうけい）は、テレビ局・ラジオ局が放送するプロ野球中継の放送時間の枠内から外れた時間を、放送地域が重なる他の放送局が番組の供給あるいは放映権の貸与を受けて補完放送する仕組みである。日本の戦後の放送では各局が編成権を持つのが原則であるが、ネットワークに加盟している局をはじめ諸事情で1局では中継し切れない場合が生じかつ複数局の利害が一致した場合に行われる。

## 歴史

### 関東地方の独立局の事例

#### リレーナイター開始以前の完全中継に向けた取り組み
東京都に所在する民放キー局は黎明期からプロ野球のナイトゲーム（以下ナイター）を中継していたが、いずれも試合の全てを中継するものではなかった。これは、絶大な人気を誇っていた日本テレビによる後楽園球場からの巨人戦のナイター中継でも同様であり、どんなに白熱した試合であっても放送時間の枠内でしか放送できなかった。そのため、野球中継が試合途中で終了するたびにテレビ局には野球ファンからの抗議の電話が掛かってきたという。
日本テレビは可能な範囲で試合終了までの完全なナイター中継を実現させようと、いくつかの施策を実施した。まず、1960年代に行った取り組みとしては、1962年にナイター中継の終了時間を最大で21時45分まで5分刻みで延長する方針をとり、1963年にはナイター中継の放送時間枠自体を21時から21時30分まで拡大させた。1964年には試合終了までナイター中継を放送する方針を取ったが、これは後続番組に大きな影響を与えたため、翌年には中止せざるを得なかった。
また、日本テレビは1971年にナイター中継の後続番組の放送中にナイター中継画面を画面の左下に9分の1の大きさでワイプ表示する「ワイプナイター」を考案し、実施されることになった。当初は火曜日と日曜日のナイター中継で実施を予定していたが、火曜日に関しては後続番組の『火曜日の女』の番組内容との兼ね合いで実施が不可能となった。最終的に日曜日のナイター中継の後続番組に新番組のドラマ『怪奇十三夜』を設けた上で、後楽園球場で行われる巨人戦6試合分のワイプナイターの実施が決まった。
ワイプナイターは1971年7月11日の『怪奇十三夜』放送中に初めて実施された。この放送は視聴率の多少の増加には寄与したものの、放送直後に「ドラマの芸術性を損なう」として複数の著作者団体から抗議が寄せられ、日本テレビとの話し合いが行われる事態となっている。日本テレビは翌1972年にもワイプナイターの実施を検討していたが、著作者団体からの再度の抗議と中止の申し入れがあり、ナイター中継の後続番組のスポンサーからも難色を示されたため、これを実施することなく中止を決定した。
この間もプロ野球のナイターの試合時間は年々増加の一途を辿っていき、1974年には後楽園球場で開催されたナイターの65%が試合終了まで中継できない事態となっていた。このことは日本テレビ局内の悩みの種であった。

#### リレーナイターの開始経緯
1972年に開局した神奈川県に所在する独立UHF局のテレビ神奈川は、いずれの放送ネットワークにも属することができず、その上、放送地域が重なる東京キー局と競争しなければいけない事情が存在していた。そこでTVKでは茶の間に置かれた家族で見るテレビではなく、自室に置かれた2台目テレビで視聴するような個人視聴者を対象に置いて、キー局の大衆的な番組の隙間を狙った番組の開発や編成を行ってきた。その中でTVKは後楽園ナイターの不完全性に着目し、日本テレビが放送時間の枠内で放送しきれなかったナイター中継をテレビ神奈川が引き継ぐ「リレー中継」の構想を打ち立て、開局以来日本テレビに対してその実現に向けた要請を送り続けていた。このテレビ神奈川の要請に対しては日本テレビ局内では反対意見があったものの、当時の小林與三次社長の決断によって実施に踏み切ることになった。
その結果、1975年6月に日本テレビとテレビ神奈川が提携し、1975年7月13日の放送分から日本テレビのナイター中継の放送終了後に、テレビ神奈川が20時55分から中継を引き継ぐリレー中継の契約が結ばれた。同一地域の民放VHF局から独立UHF局に番組が引き継がれて放送されるのは、これが日本で初めての試みであった。また、このナイターのリレー中継は日本テレビからの供給を受け、実況および解説者、中継スタッフもそのままテレビ神奈川のリレー中継に引き継がれることとなった。なお、テレビ神奈川と日本テレビの間で結ばれたこの契約はリレー中継の実施の成否を問わず、契約した試合数分の料金をテレビ神奈川が日本テレビに支払うものであった。
この巨人戦ナイターのリレー中継は『TVKリレーナイター』と銘打たれ、1975年8月10日のナイター中継で初めて実施された。その視聴率は14.9%を記録し、番組の宣伝枠も完売した。1975年にテレビ神奈川は契約した11試合中6試合を日本テレビから引き継いで放送した。1976年にはTVKは日本テレビが中継するその年のナイター全試合をリレー中継する契約を結び、同じ関東地方の独立UHF局である群馬テレビ、千葉テレビでも日本テレビからのリレー中継が放送されることとなった。
この巨人戦ナイターのリレー中継の試みにあたっては、実施前後からテレビ神奈川には放送スケジュールやUHFアンテナの設置方法などの問い合わせが数多く寄せられ、大きな反響となっていた。京浜地区の野球ファンはリレー中継を見るためにUHFアンテナをこぞって購入し、その普及に大きな貢献を果たすこととなった。そして、巨人戦ナイターのリレー中継は1982年の時点で平均15%程度の視聴率を獲得するテレビ神奈川の人気番組となっていた。リレー中継の実施は関東広域圏に属する独立UHF局の存在感を高める一因となった。
その一方で、巨人戦ナイターのリレー中継は日本テレビのナイター中継の放送形態の変化次第によっては、いつ番組が打ち切られてもおかしくない危険性を抱えたものであった。また、リレー中継によって日本テレビが中継する巨人戦の試合終了までの放送は実現できるものの、それまでに独立UHF局側で放送していた別カードのナイター中継を試合途中で打ち切る必要がある矛盾も抱えていた。

#### 1980年代以降のリレーナイター
1980年には巨人が主催するナイターの開始時間が18時へと繰り上がり、それに合わせて日本テレビのナイター中継の放送開始時間も従来の19時30分から19時へと繰り上げられた。これによって関東の独立UHF局が放送する巨人戦ナイターのリレー中継の実施回数の減少、放送時間の短縮が予想された。しかし、この減少分は日本テレビがナイター中継を開始する前の18時30分から新たに30分間の中継を開始することで補填された。この前半の中継は「トップナイター」と銘打たれて放送された。
1983年には関東の独立UHF局が放送する巨人戦ナイターのリレー中継の放送開始時間が2分程度繰り上げられ、日本テレビのナイター中継の放送終了後すぐに継続視聴が可能となった。
90年代の初めにはフジテレビジョンとテレビ神奈川の提携でフジテレビが放送する横浜ベイスターズVS巨人戦の横浜スタジアムのゲームに限り、リレー放送を実施した。これは当時フジテレビのナイターが19時30分スタートであったことによる。

### その他のテレビ局の事例
静岡県の日本テレビ系列局の静岡第一テレビでは、1980年代初頭から後楽園球場で行われる巨人戦ナイターに限り、『プレイボールナイター』という名称で試合開始から30分間のトップナイターを実施していた。
山梨県の日本テレビ系列局の山梨放送では、1978年から1981年にかけてCATVを利用した第2放送を実施していたが、その中の番組の一つとしてプロ野球のナイターのリレー中継が放送されていた。
共に中京広域圏（東海3県）を放送対象地域としている名古屋テレビ放送（メ〜テレ）と東海テレビ放送は、2024年6月15日（千葉ロッテ×中日、ZOZOマリン）で系列外2局によるリレー中継を実施した（制作主幹はメ〜テレ、東海テレビは自社中継部のみ制作著作としてクレジット表記）。
1969年の開局時から阪神タイガース戦の完全生中継を看板番組と位置付ける兵庫県の独立局のサンテレビでは、近畿広域圏を放送地域とする大阪府の放送局の朝日放送からの要請により、朝日放送が放映権を持つ水曜日と日曜日の阪神タイガース主催のホームゲームを、1985年から朝日放送の放送終了後に供給を受ける形でリレー中継するようになった。京都府の独立局のKBS京都でも同様に朝日放送からのリレー中継が放送されている。2022年には朝日放送とサンテレビが「リレー中継」を題材としたコラボグッズを発売した。
1990年代には東京キー局が出資したCSチャンネルが相次いで開局し、各局は特定のチームとホームゲームの完全中継を実施するようになるが、地上波全国放送の巨人戦に関しては当初日本テレビケーブルニュース（ncn、現・日テレNEWS24）が東京ドームホームゲームをトップ&リレー中継する程度しかなかった。その後CSのチャンネル数が増えたことから地上波とCSのトップ&リレーナイターが増加し、スカパー!やケーブルテレビと契約すれば巨人戦の試合を地上波と合わせて全て視聴することができるようになった。
なお、夜のフラッシュニュースの放送枠で野球中継を継続する放送局も存在するが、このような中継はリレーナイターなど特別な名称は付かない。

### ラジオ局の事例
1988年10月31日に開局した埼玉県のFMラジオ局であるFM NACK5は、開局当時、東京都のAMラジオ局の文化放送との間で西武ライオンズ戦のナイターのリレー中継を行っていた。
文化放送は、西武ライオンズ戦を中継する番組『文化放送ライオンズナイター』を1982年から放送していた。『文化放送ライオンズナイター』は放送開始当初から平日のみの放送であり、土日は巨人戦を中心に『文化放送ホームランナイター』としてセ・リーグの試合を放送していた。
そこで、西武球団のオーナーである堤義明からの依頼を受け、NACK5でその補完を目的とした西武戦の中継番組を編成することが決まった。平日は文化放送からのリレー中継、土日は完全中継として野球中継が放送されることとなった。平日のリレー中継については、実況者および中継スタッフは『文化放送ライオンズナイター』からそのまま引き継がれたが、野球解説者不在の放送となっていた。
しかし、文化放送が1990年に最大延長制（21:50）を設けた（ちなみにこの年から通常の放送枠が21:40までとなった）ため、NACK5の平日のリレー中継は廃止となった（その後、ライオンズナイターは1991年（平成3年）に最大延長を22:00まで拡大、1992年から2011年まで時間無制限完全中継を行っていた。なお、現在は最大延長が22時までに戻っている）。

## 現在行われているトップ&リレー中継

### 地上波
- 読売テレビ・広島テレビ・札幌テレビ・福岡放送（東京ドームの巨人対阪神・広島戦・交流戦の対日本ハム戦・対ソフトバンク戦）平日夕方の全国ニュース放送後の18:15から放送（トップ中継のみ）。中京テレビでの中継では川又米利が中京テレビ専属解説者であった時期には解説者は川又が行うことが多く、中日寄りの実況・解説で行われていた。
- 朝日放送テレビ・サンテレビ・KBS京都（阪神甲子園球場の水曜日の阪神主催ゲーム）。日曜ナイターやテレビ朝日系列でのサッカー日本代表・世界水泳といったスポーツ中継を放送する際は朝日放送テレビとの共同制作によるサンテレビ・KBS京都での完全生中継となる。また2015年以降に対巨人戦をBS朝日での完全生中継（地上波関西ローカルとは別制作）で放送する試合はサンテレビ・KBS京都とのトップ&リレー中継は実施しない。いずれも制作著作は朝日放送テレビである。
  - なお、テレビ朝日系列で水曜日に特番が組まれ朝日放送テレビで全面差し替えを行う場合（18:16 - 21:48まで中継を行う場合）はサンテレビのみトップ中継を編成していた。2007年からは日曜デーゲームは編成の都合がない限り朝日放送テレビで完全中継が行われるため、日曜デーゲームのトップ&リレー中継は行われなくなり、水曜ナイターのトップ中継も2021年シーズンをもって終了した。
  - 2006年度から一時期は交流戦ビジターゲームの対西武戦、対ソフトバンク戦、対日本ハム戦の一部も放送した実績がある。また2007年までは水曜日にテレビ朝日制作の対巨人戦の差し替えで阪神ホームゲームを中継する場合はトップ中継は実施するが後リレーは行わなかったが、2008年からは対巨人戦及びテレビ朝日制作の対巨人戦差し替え中継（一部を除く、2007年までは対象外だったが、テレビ朝日系列全国ネット中継の30分延長オプションが廃止になったため）でもトップ&リレー中継が可能となった。
- テレビ新広島（平日の広島ホームゲームおよびビジターゲームを自社制作またはネット受けを行う試合）19:00から野球中継を行う日は『TSSライク!第2部』を野球中継に全編差し替え。対中日戦は2017年5月までは東海テレビからのネット受け時に限り、東海テレビの中継開始まで自社制作（東海テレビから映像提供を受けて広島からのオフチューブで実況）を行う形式（三重テレビ〈『三重テレビナイター』〉放送日のみ全編自社制作）を取っていたが、2017年8月以降は東海テレビでの放送日でも全編広島からのオフチューブによる自社制作での放送とする。

### BS放送
- BS朝日（巨人戦ビジターゲーム=対阪神戦〈朝日放送テレビ制作〉=テレビ朝日系列全国放送、交流戦=関東ローカル放送）2005年シーズンに限り、朝日放送制作の対阪神戦・交流戦の対オリックス戦を除き実施。2006年からは全試合で試合開始から終了まで中継。2011年シーズンは地上波全国放送の阪神対巨人戦の水曜ナイターのみ実施し、2012年から2014年までは行われなかったが、2015年から2019年までは対巨人戦の地上波全国ネット（対阪神戦）または関東ローカル（交流戦および対広島戦）での放送時に実施。なお、2020年からの地上波関東ローカルにて放送する試合は完全生中継にて放送し、全国ネットで放送する試合のみをトップ&リレー中継にて放送する。

- BS日テレ（東京ドームの巨人主催試合、巨人戦ビジターゲーム=阪神甲子園球場の阪神戦〈読売テレビ制作〉=日本テレビ系列全国放送） 2011年からの東京ドームの巨人主催試合、2017年からのビジターの対阪神戦（読売テレビ制作、土曜・祝日デーゲーム開催時は完全生中継かつ地上波同時放送）で実施。延長発生時は20:53から142チャンネルにて放送する。巨人主催試合では、2019年4月2日の東京ドーム開幕戦（対阪神戦）までは解説者は中継開始から出演するが、トップ中継のみ地上波中継開始まで別のアナウンサーが担当し、リレー中継は地上波の実況アナウンサーが担当するという形式であったが、同年5月24日の対広島戦から8月29日の対広島戦[注 7]までと2021年4月15日からの対中日戦からは日テレジータスとの同時放送かつ地上波とは別制作とする[注 8]。読売テレビ制作の阪神戦は2017年は実況･解説は地上波･衛星波で同一だったが、2020年は地上波が放送を開始する19時を境に実況アナウンサーのみを入れ替える2011年から2019年4月2日までの日本テレビの巨人主催試合と同様の中継方式とする。

- BS-TBS（巨人戦ビジターゲーム=対DeNA・対中日戦・対阪神戦・対広島戦=TBS系列全国放送、関東ローカル〈DeNA戦のみ〉放送）2013年からのTBSテレビ制作の対DeNA戦・CBCテレビ制作の対中日戦（衛星波向け別実況の制作も担当・クレジット上はTBSテレビと共同制作）、2014年からの毎日放送制作の対阪神戦（GAORAでTigers-ai制作を放送。地上波録画中継時は裏送り放送）、中国放送制作の対広島戦（衛星波向け別実況はTBSテレビ制作・クレジット上は中国放送と共同）で実施。2017年までのナイター開催時はトップ中継のみ別制作となり（対DeNA戦はTBSチャンネル2、対中日戦・対広島戦はTBSチャンネル1と同時放送〈TBSチャンネルではこの出演者で全編放送〉、対阪神戦はTBSテレビのアナウンサーと解説者が地上波中継開始まで東京からのオフチューブで実況）、リレー中継は地上波中継と同じ出演者が担当する形式であったが、2016年以降のデーゲーム開催は原則としてリレー中継のみ実施し（13:00または13:30試合開始時はトップ&リレー中継）、対DeNA戦・対阪神戦（毎日放送のみ16時以降も中継かつ地上波同時放送となるが、放送は17:30までとなり、17:30以降は裏送り形式での放送となる）のみ地上波中継と同じ出演者が担当するが、対中日戦はCBCテレビ、対広島戦は中国放送は地上波全国放送終了後の16時以降も各々中継するが、地上波同時放送とはならず、TBSチャンネル1との同時放送となる。なお、2022年以降にDeNA戦で対巨人戦以外の試合を全国ネットで放送する場合はトップ&リレー中継の非対応となる。

- BSフジ（巨人戦ビジターゲーム=対ヤクルト戦=フジテレビ系列放送）2013年から2015年にパ・リーグ主催試合のフジテレビ（地上波関東ローカル）での生中継時や、2015年のセ・リーグクライマックスシリーズファイナルステージ「ヤクルト対巨人」の第4戦にて実施し、その後は行われていなかったが、2023年5月16日の「ヤクルト対巨人」の生中継にて実施[39]。これ以降も地上波フジテレビ系列（ナイターは全国ネット・デーゲームは関東ローカル）での放送時に随時実施している。

### CS放送
- GAORA（阪神甲子園球場での阪神対巨人戦=TBS系列全国放送）
- スカイ・A（甲子園の阪神対巨人戦=テレビ朝日系列全国放送）
  - 現在[いつ?]CS放送でトップ&リレー中継を行なっているのは上記の2チャンネルのみである。地上波全国中継がない場合は完全生中継となる（週末デーゲームは地上波全国中継・ローカル中継に関係なく完全生中継となる）。2011年は両チャンネルともそれぞれ1試合のみの実施となった。スカイ・Aでは2015年までは日曜日の地上波デーゲーム中継のときは地上波放送終了後の後リレー方式で放送された。
- 日テレジータス（巨人ビジターゲーム=対阪神戦、対広島戦=日本テレビ系列全国放送。2009年からは地上波中継の有り無しにかかわらず完全生中継を行う。） 
  - 巨人ホームゲームは、試合開始から終了までの完全中継。
- フジテレビONE（神宮球場でのヤクルト対巨人戦のうち、地上波放送がテレビ朝日系列、テレビ東京系列で行われる試合。フジテレビ系列で行われる試合は地上波中継の有り無しにかかわらず完全生中継を行う。2009年以降は地上波中継担当の放送局に関係なく全試合が完全生中継となった。）
  - ※広島対巨人戦（マツダスタジアム）の場合、2004年シーズンまで、トップ&リレーナイターの放送は広島県内のケーブルテレビ局のコミュニティーチャンネルに限られ、CS各局では見ることができなかった。ところが、2005年シーズンからはCS放送「TBSニュースバード」、「日テレジータス」、「フジテレビONE」およびBS放送の「BS朝日」で広島vs巨人戦のトップ&リレーナイターの放送が始まったことで、全国で地上波放送（TBS系列はBS-TBSでの完全中継も含む）とあわせて見られるようになっただけでなく、セ・パ両リーグの全試合を地上波・BS・CSの各放送メディアによって全てカバーしたことになる。

## 過去の異例なリレー中継
- 1970年（昭和45年）頃[いつ?]、中京広域圏を放送エリアとする名古屋テレビと中京テレビは共にクロスネット状態にあったため、両局とも時間帯によって日本テレビ系列・NETテレビ（現・テレビ朝日）系列の番組を編成していた（詳細はこちらを参照）。特に日曜日のゴールデンタイムにおいては日本テレビ系列の番組が19時台に中京テレビ、20時台に名古屋テレビにネットされており、日本テレビが日曜 19:00 - 21:24 にナイター中継を組んだ場合、19:00 - 20:00が中京テレビ、20:00 - 21:24が名古屋テレビで放送されるという放送形態となっていた。これは様々な意味で視聴者への混乱を招いたが、1973年4月1日にネットワークが日本テレビ－中京テレビ（同時にNETテレビ－名古屋テレビ）に一元化されたことにより終幕した。
- 山形県でも上述と類似したケースがあった。山形放送は開局以来日本テレビ系列であったが、1980年（昭和55年）4月1日にテレビ朝日系列にも加盟しクロスネット局となったため、日曜日のプライムタイムがほぼテレビ朝日系列の番組で編成されることになり、その煽りで同時間帯の日本テレビ系列の番組は当時フジテレビ系列であった山形テレビがネットする結果となった。当時NTV系の日曜ナイターは18:30からの『独占!!スポーツ情報』内で事前中継を行っていたが、同番組は山形放送にネットされており、その関係で山形県内では事前中継が山形放送、本中継が山形テレビという、こちらも歪な放送形態を組んでいた。しかし、1993年（平成5年）4月1日に山形テレビがフジテレビ系列を脱退してテレビ朝日系列にネットチェンジしたため（山形放送は日本テレビ系列にフルネット転換）、このねじれ現象的なリレーナイターも1992年シーズンを以って幕を下ろした（日本テレビ系列ナイター中継は山形放送のみの放送となった。）。
- 1977年（昭和52年）9月2日（金曜日）には、長崎県でも上述2例と同様のリレーナイターが放送された。当時、民放が2局しかなかった長崎県内では日本テレビ金曜20時枠の石原裕次郎主演ドラマ『太陽にほえろ!』を本来ならTBS系列に属している長崎放送がネット受けしていたが（これは『太陽 - 』の前番組である日本プロレス中継のネット受けの名残）、巨人・王貞治（後の福岡ソフトバンク監督→現同球団会長）が通算本塁打世界新記録（756号）に王手をかけていたため、日本テレビは同日の『太陽 - 』を休止し後楽園球場から巨人対ヤクルト戦を急遽生中継することになり（当初の予定は深夜の『11PM』枠内での録画中継であった）、この関係で長崎放送でも同試合が同時ネットされた。しかし新記録はなかなか出ないまま同枠内での中継が終了、日本テレビはニューススポットを挟んで本来の21時枠の番組を変更しナイター中継を延長したが、長崎県内では同枠はもうひとつの民放であるテレビ長崎（当時は日本テレビ系列・フジテレビ系列クロスネット局）にネットされていたため（ちなみに長崎放送は21時から宇津井健・水谷豊主演のドラマ『赤い激流』〔赤いシリーズ第5作目、TBSテレビ制作〕をネット）、同県内において巨人対ヤクルト戦は結果的に長崎放送→テレビ長崎のリレーで放送された。なお、王の世界新記録（相手投手：ヤクルト・鈴木康二朗）は翌日のナイター中継の開始前に出ている。1991年からは、日本テレビ系列ナイター中継は長崎国際テレビで放送。
- 1979年6月2日の巨人対阪神は江川卓の先発初登板の試合であったが、当時はトップナイターを実施していなかったため、その代替もと全国配信を兼ねて18:30から放送されていた「NNNジャストニュース」で、その立ち上がりの箇所をニアライブ（放送映像にも「中継録画」と表示）で放送が行われた。
- フジテレビONEの以前のリレーナイターは独特で、『プロ野球リレーナイター』と題し、21:20 - 22:55の枠で一つのスポーツ番組のように放送していた。地上波中継終了前に、他のCS番組でも使用するスタジオからMC（中田秀作・小林達彦・山田透らが務めた）がゲストを紹介し、24分頃から試合終了まで実況アナ・解説者による中継。その後、残り時間はテーマに沿ったトークを繰り広げたり、取材したVTRを流したり、募集したFAXを紹介したりした。スタジオの後部には、フジテレビCSの他番組同様、番組名が掲げられていた。フジテレビCSが完全中継するようになると、この番組は終了した。
- TBSテレビでは、2023年4月16日（日曜日）に『S☆1 BASEBALL・DeNA対阪神戦』を14:00 - 15:54にTBS系列全国ネットで中継したが（解説：槙原寛己、実況：初田啓介）、毎日放送のみ全国放送終了後の15:54から『タイガース全力応援宣言・MBSベースボールパーク』の番組名で自社のアナウンサーと解説者による実況（解説：亀山つとむ、実況：川地洋平）により中継を継続するという異例の形態となった。
- 2024年6月15日放送のロッテ対中日戦（セ・パ交流戦）は中日の本拠地である中京広域圏では名古屋テレビ（テレビ朝日系列）が『スーパーベースボール』とのタイトルで中継したが、16時30分以降は同局では『クレヨンしんちゃん』（テレビ朝日制作）を放送することから、同時刻以降は東海テレビ（フジテレビ系列）が『ドラHOT+スペシャル』として中継を引き継ぐ、系列を跨いだリレー中継を実施した[40][41]。この試合の放映権は名古屋テレビが所有していたが、同局が東海テレビに依頼したことによってリレー中継が実現した[41]。また、中継を引き継ぐ東海テレビは名古屋テレビが制作する映像の供給を受けたが、実況と解説については東海テレビが独自で付与した[40][41]。